# Talisia longifolia
Talisia longifolia är en kinesträdsväxtart som först beskrevs av George Bentham, och fick sitt nu gällande namn av Ludwig Radlkofer. Talisia longifolia ingår i släktet Talisia och familjen kinesträdsväxter. Inga underarter finns listade i Catalogue of Life.